# Ermita de San Polo (Aldea del Fresno)
La ermita de San Polo es una construcción románico-mudéjar, situada en el municipio español de Aldea del Fresno, en el extremo suroccidental de la Comunidad de Madrid. Solo se mantienen en pie algunos muros, que presentan un delicado estado de conservación, con riesgo de desprendimientos. Figura en la Lista roja de patrimonio en peligro, que la asociación Hispania Nostra empezó a elaborar en 2006.

## Localización
Se halla en una finca particular, a unos cinco kilómetros del casco urbano de Aldea del Fresno. El acceso se realiza a través de la carretera que enlaza esta localidad con Villa del Prado (Madrid). A la altura de la finca La Rinconada, parte una pista que conduce directamente a las ruinas. 

## Historia
La ermita de San Polo fue levantada en los siglos XII-XIII como iglesia mayor de Villanueva de Tozara, una antigua aldea, conocida también como San Polo, que quedó despoblada posiblemente a principios del siglo XVI. Eclesiásticamente dependía de la parroquia de Villa del Prado, aunque, administrativamente, su enclave pertenecía al pueblo de Aldea del Fresno y éste, a su vez, a la Comunidad de Ciudad y Tierra de Segovia.
Con la despoblación de Villanueva de Tozara, el templo continuó prestando servicios religiosos, aunque ya no como iglesia, sino como ermita. En el último tercio del siglo XVII, es probable que se procediera a una restauración o reforma, según se desprende de la inscripción grabada en el revestimiento de una de las paredes conservadas, en la que puede leerse Año 1670.
No hay datos fehacientes sobre cuándo quedó abandonada. La tradición sostiene que perdió su uso religioso en el siglo XIX, cuando pasó a manos privadas, y que algunos de sus bienes fueron llevados a la iglesia parroquial de Villa del Prado, caso de su campana y de una talla de San Polo.

## Estilo y características
El templo presenta rasgos románico-mudéjares, en la línea de los edificios religiosos que, de este estilo, existen en la comarca castellano-leonesa de Tierra de Pinares. 
El románico-mudéjar, también llamado románico de ladrillo o mudéjar castellano-leonés, se desarrolló, a partir del siglo XII, por las actuales provincias de León, Zamora, Salamanca, Valladolid, Ávila, Segovia y Guadalajara. 
Su penetración en la Comunidad de Madrid se circunscribió a la parte norte de la región, sin apenas incidencia en la zona sur, que estuvo bajo la influencia del mudéjar toledano. De ahí la singularidad del templo, que, pese a su ubicación meridional, mucho más cerca de Toledo que de las comarcas septentrionales madrileñas, se hace partícipe de las corrientes arquitectónicas que llegaron de Castilla y León.
Cabe pensar que el primitivo edificio medieval tenía una única nave y que integraba un ábside en su parte oriental, a juzgar por los restos que han llegado a nuestros días, consistentes en muros dispersos, diferentes cimientos y una pared lateral completa, hasta la cabecera. En sus inmediaciones, se reúnen abundantes restos de cerámica y vidrio antiguo.
La citada pared está orientada al mediodía y en ella se sitúa una portada, sin duda alguna el elemento arquitectónico de mayor interés artístico de todo el conjunto. Es muy posible que fuese el acceso principal al templo. La portada está enmarcada por un alfiz y presenta cuatro arquivoltas apuntadas, entre las que sobresale por su mayor anchura la inferior. En la parte superior aparece un doble friso ancho de ladrillos en esquinilla. 
En lo que respecta a los materiales y técnicas de construcción, se empleó el tapial, el hormigón antiguo, la mampostería y el calicanto encintado de ladrillo.